# Het Ommerkanaal
Het Ommerkanaal was een waterschap in de Nederlandse provincie Overijssel van 1960 tot 1991. Het waterschap ontstond uit een fusie van de waterschappen De Lutterscheiding, Beoosten het Ommerkanaal, De Schutwijk, Het Heemserveen, De Schuine Sloot, Het Arriërveld en De Saamswijk.
In 1991 ging het waterschap samen met De Bovenvecht op in het nieuwe waterschap De Vechtlanden